# Стоя Аттала
Стоя (стоа) Аттала — стоа на афинской агоре. Построена пергамским царём Атталом II (правил в 159—138 гг. до н. э.) и названа в его честь. Ныне на её месте современный макет.

## Описание
Относящаяся к эпохе эллинизма, стоя гораздо больше и величественнее других ранних зданий в Афинах. Размеры стои составляют 115х20 метров. Строительным материалом послужили пентелийский мрамор и известняк.
В памятнике использовано несколько архитектурных ордеров. Внешняя колоннада цоколя стои выполнена в дорическом ордере, а внутренняя — в ионическом. Первый ярус включает ионический ордер и пергамский интерьер. Каждый из двух ярусов имеет по два прохода. А вдоль западной стены располагается 21 комната. В каждой из них есть дверной и оконные проёмы. С каждого фронтона стои можно подняться на верхний ярус по лестнице.

## История
Стоя была воздвигнута в качестве дара Афинам от пергамского царя Аттала II, который здесь когда-то учился.
В 267 году стоя была разрушена племенем герулов. Её развалины надолго стали частью оборонительных укреплений города.
Следы существования стои Аттала были обнаружены в ходе раскопок, которые проводились Афинским археологическим обществом в период между 1859 и 1902 годами. 
В 1953—1956 годах стоя была воссоздана Американской школой классических исследований в Афинах при поддержке Рокфеллеров в качестве Музея античной агоры.
16 апреля 2003 года в стое Аттала состоялось подписание договора о вступлении в состав Европейского союза 10 новых государств. Это были Венгрия, Кипр, Латвия, Литва, Мальта, Польша, Словакия, Словения, Чехия и Эстония.

## Музей античной агоры
Большая часть экспозиций посвящена афинской демократии. Собрание музея включает в себя предметы из глины, бронзы, стекла, изваяния, монеты и надписи, относящиеся к периоду с VII по V век до н. э., а также керамику эпох Византийской и Османской империй.